# Nassif Mallouf
Nāṣīf ibn Ilyās Munʿim al-Maʿlūf (en arabe : ناصيف بن إلياس منعم المعلوف), connu en Occident sous le nom de Nassif Mallouf, né le 20 mars 1823 à Zabbougha au Liban, alors dans l'empire ottoman, et mort le 14 mai 1865 à Smyrne, est un enseignant, traducteur et lexicographe ottoman.

## Biographie
Nassif Mallouf est né dans une famille catholique de rite grec melkite. Sa langue maternelle est l'arabe ; il apprend le persan et le turc, puis l'anglais, le français, le grec moderne et l'italien dans une école missionnaire de Smyrne. De 1845 à 1855, il est professeur de langues orientales au Collège lazariste de la Propagande à Smyrne.
Pendant la guerre de Crimée, Mallouf est le premier secrétaire-interprète de lord Raglan (il l'accompagne à Londres en 1856) et officiellement chargé d'enseigner le turc aux officiers anglais. En 1859, il participe comme interprète, à la demande de l'ambassadeur britannique à Istanbul, Henry Phillips, à une commission d'enquête formée du consul britannique à Smyrne, Charles Blunt, et de l'inspecteur William Brodie, au sujet des agissements du vice-consul britannique Frederick Gadaleta à Antalya,.
Nassif Mallouf publie plusieurs dictionnaires multilingues, des guides de conversation et des lexiques. Sa traduction en français des anecdotes attribuées à Nasr Eddin Hodja en 1847 à Smyrne, avec une seconde édition augmentée à Constantinople en 1859, dont il a supprimé les anecdotes obscènes, lui vaut l'approbation des orientalistes occidentaux : « Ce savant orientaliste a fait […] preuve de bon goût en écartant de sa traduction tout ce qui, dans le texte original, était de nature à blesser la juste susceptibilité des lecteurs ». 
En 1850, il publie à Istanbul sous le titre Kitab-i der-hakk-i sibyan ve Sabavet un livre pour enfants, traduction en turc du tome XVIII des Œuvres complètes d'Arnaud Berquin parues à Paris en 1803 : Historiettes et petits contes à l'usage des jeunes enfans ; la première partie de 103 pages est en turc, la seconde de 90 pages, Historiettes par Berquin, est en français,.
Nassif Mallouf est membre de la Société asiatique. Il est décoré en 1859 de l'ordre du Médjidié par le sultan Abdülmecid Ier,.

## Œuvres
- Trente-trois plaisanteries de Khodja Nasr-ed-din Efendi traduites du turc en français et suivies de quelques proverbes et d'une lettre turque, Smyrne, Collège de la propagande, 1847 (lire en ligne ).
- Dictionnaire de poche français-turc, ou, Trésor de la conversation, 1849[10].
- (tr + fr) Kitab-i der-hakk-i sibyan ve Sabavet. Mükālemāt-ı laṭīfe ve ems̱āl-i ṣaġīra ve tevārīḫ-i muḫtaṣara [« Dialogues agréables et variés, historiettes, petits contes moraux traduits du français »], Istanbul, Maṭbaʿaẗ Cerīdeẗ ül-Ḥavādis̱, 1850, 103-80 p.
- Abrégé de géographie ancienne et moderne, Smyrne, J. Magnis, 1851, 229 p. (lire en ligne).
- Précis de l'histoire ottomane depuis la fondation de l'empire jusqu'à nos jours, Smyrne, 1852, 58 p.
- (tr + fr) Elif-Djuzy : syllabaire turc suivi de dialogues, d'historiettes faciles d'un formulaire de lettres, Smyrne, 1853-1854, 56 p. (ouvrage lithographié)[11].
- (fr + ar) Fevaydi-charqiyè, ou Abrégé de grammaire orientale turque, arabe et persane, expliquée en langue turque, Smyrne, Daveroni et Sougiolli, 1854, 124 p. (lire en ligne).
- (fr + tr) Dialogues turcs-français, par M. Viguier, mis en caractères orientaux, augmentés de cinq dialogues français-turcs, de neuf anecdotes amusantes, d'un recueil de lettres turques-françaises, et précédés d'un précis de grammaire, Smyrne, Daveroni et Sougiolli, 1854, LXXXVIII-140 p.
- Dictionnaire français-turc: avec la prononciation figurée. Seconde édition, Paris, Maisonneuve et Cie, 1856, 911 p. (lire en ligne).
- (fr + tr) Nouveau guide de la conversation, ou Dialogues usuels et familiers en quatre langues : français, grec moderne, anglais et turc, à l'usage des étudiants et des voyageurs. Seconde édition augmentée d'un alphabet turc avec la transcription en français, de nouveaux dialogues sur les chemins de fer, les bateaux à vapeur, d'un tableau des poids et mesures, Paris, Maisonneuve et Cie, 1859, 310 p.
- (en + tr) New Guide to English and Turkish conversation or useful and familiar phrases for travellers and students, Paris, Maisonneuve et Cie, 1859.
- (fr + tr) Plaisanteries de Khodja Nasr-ed-din Efendi. Seconde édition corrigée et augmentée, Constantinople, Librairie française, 1859 (lire en ligne).
  - Réédition en 2023 : Nassif Mallouf, Les plaisanteries de Nasr-Eddin Hodja, Moyenmoutier, Christophe Noël, 2023, 110 p. (ISBN 979-8-3929075-9-5).
- (fr + en + tr) Guide en trois langues : française, anglaise et turque, Paris, Maisonneuve et Cie, 1860, 201 p. (lire en ligne)[12].
- Grammaire élémentaire de la langue turque suivie de dialogues familiers avec la prononciation figurée et d'un petit secrétaire ou modèle de lettres avec la traduction française en regard, Paris, Maisonneuve et Cie, 1862, 204 p. (lire en ligne)[13].
- (tr) Elif cüzü, Paris, Blot, 1863, 56 p., un abécédaire destiné à enseigner le turc aux étrangers[14].
- (fr + tr) Dictionnaire turc-français. Avec la prononciation figurée. II - Volume 2, Paris, Maisonneuve, 1867 (lire en ligne).